# Alexăndreni (Edineț)
Alexăndreni è un villaggio del distretto di Edineț, e fa parte del comune di Edineț, nel nord della Moldavia

## Geografia fisica

### Territorio
Il villaggio confina a nord-est con la città di Edineț, a nord-ovest con Gordineștii Noi e sud con Bleșteni. Il villaggio si estende su una superficie di 1220 ha. Circa 830 ha sono dedicati all'agricoltura, 150 ha dedicati alle foreste e 40 ha dedicato ai bacini idrici. Il villaggio è situato a una distanza di 5 km dalla città di Edineț e 196 km dalla capitale.

### Clima
Le temperature estive hanno una media di circa 28 °C, mentre quelle invernali circa -18 °C. Gli iinverni sono molto rigidi, con nevicate molto intense che possono portare anche 80-90 cm di neve, toccando anche un metro di neve.

## Storia
Il primo documento nel quale viene menzionato il villaggio di Alexăndreni risale al 1855. L'origine del nome del villaggio non è conosciuta, ma si presume che derivi dal nome del proprietario delle terre, il quale si chiamava Alexandru. Nel 1870 nel villaggio vivevano 92 famiglie, circa 555 abitanti. Sempre nello stesso anno viene costruita e benedetta la chiesa e la scuola media. Secondo il censimento del 1897 gli abitanti erano 801 e nel 1949 erano saliti a 1.017.

## Società

### Evoluzione demografica
In base al censimento del 2004 la popolazione è così suddivisa dal punto di vista etnico:

## Località
Alexăndreni entra a far parte del comune di Edineț agli inizi del 1999. Secondo il censimento del 2004 la popolazione del paese è di 1 328 abitanti, dei quali il 52,03% sono di sesso femminile e il 47,97% sono di sesso maschile. Sul territorio del villaggio c'è un centro dei medici di famiglia, un asilo, un ufficio postale, una biblioteca, una scuola media, una casa culturale e lo stadio da calcio.